# Ryan Lochte
Ryan Steven Lochte (/ˈlɒkti/, LOCK-tee; sinh ngày 3 tháng 8 năm 1984) là vận động viên bơi lội người Mỹ từng giành 12 huy chương Thế vận hội (6 vàng, 3 bạc, 3 đồng), đưa anh trở thành kình ngư xuất sắc thứ 2 lịch sử chỉ sau Michael Phelps. Cùng với Đội tuyển Mỹ, anh đang giữ kỷ lục thế giới ở nội dung 4×200m tự do nam. Về phía cá nhân, anh đang giữ kỷ lục thế giới các nội dung 100m, 200m và 400m hỗn hợp.
Thành tích của Lochte giúp anh 2 lần được trao danh hiệu Kình ngư của năm của tạp chí Swimming World Magazine, và 2 lần với danh hiệu Kình ngư của năm của nước Mỹ. Ngoài ra, anh còn 3 lần được tôn vinh là Vận động viên tiêu biểu của năm từ Liên đoàn Bơi lội thế giới. Anh giành được 90 danh hiệu quốc tế xuyên suốt sự nghiệp, trong đó bao gồm 54 vàng, 22 bạc và 14 đồng trải dài từ các kỳ Thế vận hội Mùa hè, Giải vô địch thế giới, Pan American và Pan Pacific Championships.
Lochte sở trường ở 2 nội dung bơi ngửa và bơi cá nhân hỗn hợp, tuy nhiên cũng là một vận động viên xuất sắc ở nội dung bơi tự do và bơi bướm. Anh đặc biệt chú ý ở tốc độ và khả năng bứt tốc dưới nước sau khi đạp thành bể. Lochte cũng nổi tiếng với việc thống trị các nội dung bơi trong bể ngắn.